# Castlereagh (New South Wales)
Castlereagh ist ein ländlicher Ort in New South Wales, Australien.

## Geographie
Castlereagh wird von Penrith City verwaltet und liegt unmittelbar nördlich des Zentrums von Penrith. Der Ort ist zudem Teil der Metropolregion Sydney und ist etwa 53 km vom Stadtzentrum entfernt. Mit 39 Einwohnern/km² ist der Ort eher dünn besiedelt.

## Demographie
Mit Stand von 2021 hatte Castlereagh 1248 Einwohner, von denen 1157 die australische Staatsangehörigkeit besaßen. 42 Personen im Ort waren Aborigines.
In Castlereagh wohnten mit 37 Menschen (2,96 %) überdurchschnittlich viele Personen aus Malta (Landesweit: 0,14 %). Weitere Einwohner, die im Ausland geboren wurden, kamen aus England (33), Italien (16) und Deutschland (10).
Das Medianalter lag bei 38 Jahren. Das mittlere Einkommen pro Person betrug 828 Australische Dollar, das mittlere Haushaltseinkommen lag bei 2370 AUD, womit es zu den höheren Haushaltseinkommen im landesweiten Vergleich (1746 AUD) zählte.

## Öffentliche Einrichtungen
In Castlereagh gibt es zwei Bildungseinrichtungen, nämlich das Lakes Christian College und die Castlereagh Public School. Weiterhin gibt es drei Parks.

## Kultur und Freizeit
Das Sydney International Regatta Centre liegt im Ort direkt an der Castlereagh Road. Es wurde anlässlich der Olympischen Sommerspiele 2000 errichtet. Nördlich davon befindet sich der Penrith Beach, in Anlehnung an den Bondi Beach scherzhaft als Pondi Beach bezeichnet. Der künstliche See mit Strand wurde 2023 eröffnet und ist Teil der Western Sydney Lakes.